# Cryptocarya archboldiana
Cryptocarya archboldiana är en lagerväxtart som beskrevs av C. K. Allen. Cryptocarya archboldiana ingår i släktet Cryptocarya och familjen lagerväxter. Inga underarter finns listade i Catalogue of Life.